# Gentiana parryi
Gentiana parryi (con el nombre común de Parry's Gentian) es una especie del género Gentiana perteneciente a la familia de las gentianáceas. Es originaria de Estados Unidos.

## Taxonomía
Gentiana parryi fue descrita por  George Engelmann y publicado en Transactions of the Academy of Science of St. Louis 2(1B): 218, pl. 10. 1863.
Etimología
Gentiana: Según Plinio el Viejo y Dioscórides, su nombre deriva del de Gentio, rey de Iliria en el siglo II a. C., a quien se atribuía el descubrimiento del valor curativo de la Gentiana lutea. El Banco de Albania ha recogido esta tradición: la Gentiana lutea está representada en el reverso del billete de 2000 lekë albaneses, emitido en 2008, en cuyo anverso figura el rey Gentio.
parryi: epíteto otorgado en honor del botánico Charles Christopher Parry.
Sinonimia
- Dasystephana parryi (Engelm.) Rydb.
- Gentiana bracteosa Greene
- Gentiana parryi var. bracteosa A.Nelson
- Pneumonanthe bracteosa (Greene) Greene
- Pneumonanthe parryi (Engelm.) Greene[5]